# Beloperone
Beloperone es un género de plantas con flores perteneciente a la familia Acanthaceae. El género tiene 129 especies de hierbas descritas y de estas, solo 2 aceptadas. Son  naturales de África.

## Taxonomía
El género fue descrito por Christian Gottfried Daniel Nees von Esenbeck y publicado en Plantae Asiaticae Rariores 3: 76, 102. 1832. La especie tipo es: Beloperone amherstiae Nees. 
Etimología
Beloperone: nombre genérico que deriva de las palabras griegas: belos =  "una flecha", y perone = "algo que señala".

## Especies deBeloperone
- Beloperone asclepiadea Nees
- Beloperone fragilis Mart.